# Битва при Панкорбо (1808)
Битва при Панкорбо, также известная как Битва при Зорнозе (баск. Zornotza) или Битва при Дуранго, — одно из первых вторжений Наполеона в Испанию, произошедшее 31 октября 1808 года. В нём участвовали три пехотные дивизии с 36-ю пушками из французского 4-го корпуса, а также три пехотные дивизии с 6-ю орудиями из Галисийской армии.

## Предыстория
31 октября 1808 года маршал Франсуа Лефевр основательно потрепал Галисийскую армию под командованием генерал-лейтенанта Хоакина Блейка, но не смог ни окружить, ни тем более уничтожить её, разочаровав императора и осложнив французскую стратегическую ситуацию.
Под руководством Наполеона французы тщательно подготовились к тому, чтобы сокрушить позицию Блейка и тем самым уничтожить левое крыло испанского фронта, которое простиралось от Кантабрии до Средиземного моря. Из-за трений с испанскими властями и отсутствия координации действий с Центральной хунтой Блейк, со своей стороны, не доверял испанским войскам и мог лишь осторожно продвигаться в направлении Бильбао.

## Силы сторон
4-й корпус Лефевра включал в себя три пехотные дивизии и 36 пушек. 1-я дивизия генерал-майора Ораса Себастьяни состояла из 28-го лёгкого и 75-го линейного полков (по 3 батальона) и 32-го и 58-го линейного полков (2 батальона). 2-я дивизия генерал-майора Леваля содержала в себе голландскую бригаду и по два батальона из 2-го Нассауского, 4-го Баденского и Гессен-Дармштадтского Gross-und-Erbprinz полков, а также батальоны Парижской национальной гвардии и Франкфуртского полка. 3-я дивизия Эжен-Казимира Вийята включала в себя по три полка из 27-го лёгкого и 63-го, 94-го и 95-го линейных пехотных полков.
Галисийская армия Блейка содержала три пехотные дивизии, авангард и резерв. Генерал Фигероа командовал 1-й дивизией (4 тыс. человек), генерал Рикельм 3-й дивизией (4,8 тыс.), генерал Карбахал 4-й дивизией (3,5 тыс.), генерал Мендисабаль (2,9 тыс.) авангардом, а генерал Махи (3 тыс.) резервом. Только шесть орудий Блейка были задействованы в битве.

## Битва
31 октября Лефевр, вопреки приказам Наполеона, бросил свой 4-й корпус в плохо подготовленную атаку на Блейка в Панкорбо. Блейк был сильно встревожен появлением французских войск и принял немедленные меры по отводу своих войск и оружия. Испанская пехота, сражавшаяся без артиллерийской поддержки, была быстро отброшена, но отступила организованно и в строю.

## Потери
Лефевр потерял 200 человек, а Блейк 600. Хотя в некотором смысле французы сумели добиться тактической победы, битва определённо была их стратегической ошибкой: Блейк избежал ловушки французов, умело отвёл войска, вновь столкнулся со своими преследователями в Вальмаседе и не был пойман до 10 ноября. В конечном счете, однако, подавляющее преимущество Великой Армии Наполеона позволило французам прорваться сквозь непрочную оборону испанцев и захватить Мадрид к концу года.